# Palazzetto Turci

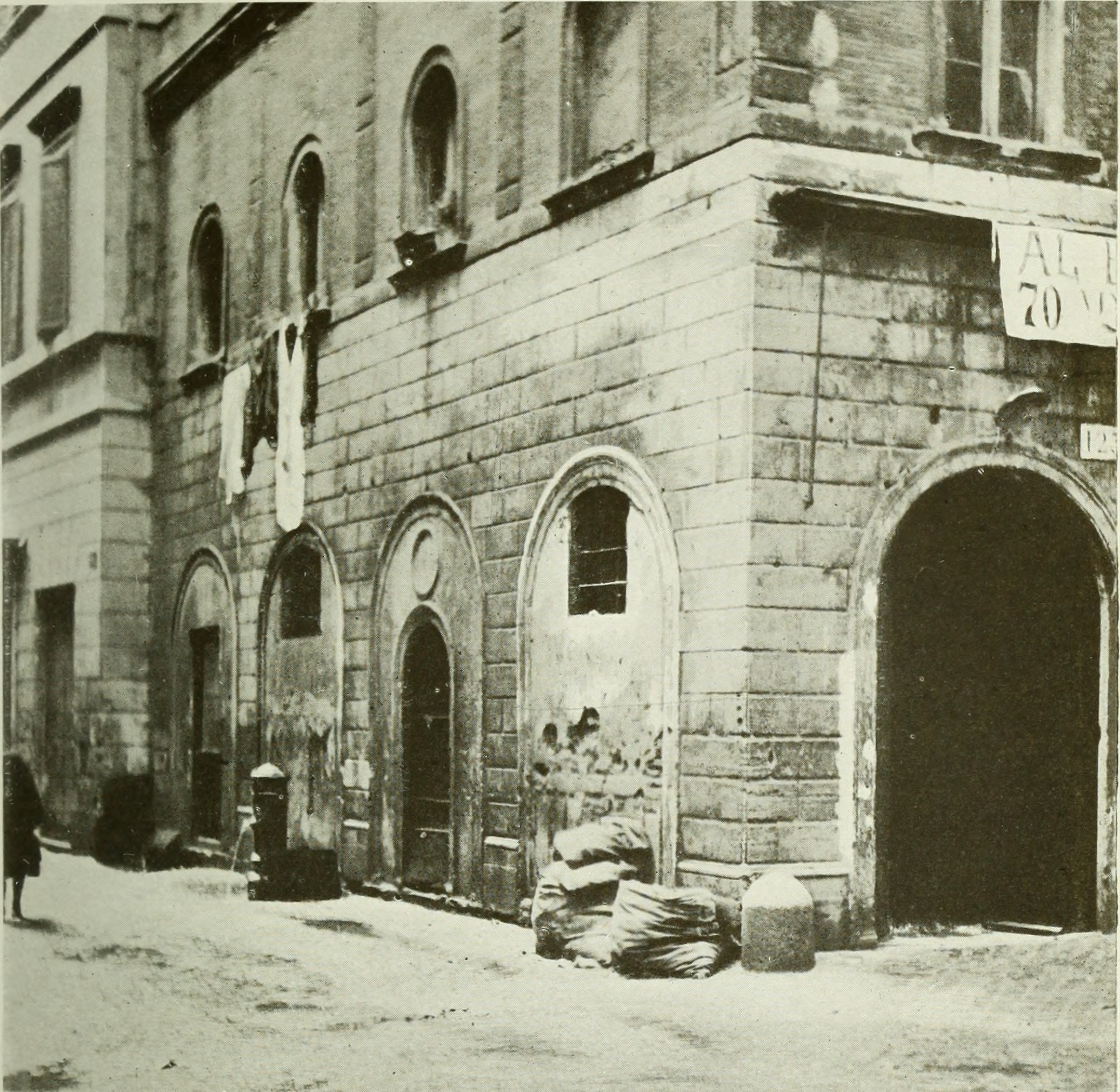
Vista do palácio na esquina com o Vicolo del Governo Vecchio em 1913.

Palazzetto Turci, conhecido também como Piccola Cancelleria, é um palacete renascentista localizado no número 123 da Via del Governo Vecchio, no rione Parione de Roma, num pequeno largo entre o Arco della Chiesa Nuova e o Vicolo del Governo Vecchio.

## História
Conhecido como "Piccola Cancelleria" por repetir os motivos arquitetônicos do Palazzo della Cancelleria, este edifício do século XVI, erroneamente atribuído a Donato Bramante, deixa clara a estrutura construída sobre uma antiga torre medieval. A fachada em quatro pisos, refeita no século XVII, é marcada por duas grossas cornijas marcapiano enquanto o piso térreo se distingue por causa do revestimento em silhares lisos no qual se abrem espaços arqueados para comércio, alguns deles murados. Na fachada está afixado um brasão dos Turci e a inscrição recorda a construção do edifício por ordem de Giovanni Pietro Turci, de Novara, secretário de cartas do papa Leão X. A função certamente era muito bem paga, pois permitiu que ele construísse seu palácio na rua mais importante de Roma na época.